# Medal Niepodległości (Turcja)
Medal Niepodległości (tur. İstiklâl Madalyası) – pierwsze i do 1967 jedyne odznaczenie Republiki Turcji mające charakter wojskowo-cywilny.

## Historia
Już w 1920 kemalistyczny parlament i rząd zapowiedziały ustanowienie pamiątkowego odznaczenia za zasługi w trwającej wojny o niepodległość Turcji. Medal Niepodległości ustanowiony został 21 listopada 1923. Zgodnie z ustawą odznaczenie miało być nadawane weteranom wojny narodowowyzwoleńczej walczącym na wszystkich jej frontach między majem 1919 a wrześniem 1922, a także cywilom zaangażowanym w pomoc Siłom Narodowym. Ustawa ta jednocześnie znosiła wszystkie ordery i odznaczenia Imperium Osmańskiego.
Medal Niepodległości został nadany 95 261 razy. Oprócz żołnierzy i cywili zasłużonych w czasie wojny medalem nagrodzono jednostki wojskowe oraz Kahramanmaraş, Gaziantep, Şanlıurfa i İnebolu.

## Wygląd i zasady noszenia
Medal Niepodległości ma wygląd owalnego medalionu o wymiarach 35 × 40 mm. Kruszec stanowi pozłacany mosiądz o masie 15,55 gramów.
U góry awersu znajduje się budynek Wielkiego Zgromadzenia Narodowego Turcji obok którego widnieją domy i meczet (panorama ówczesnej Ankary). Za parlamentem rozpościerają się promienie słoneczne symbolizujące narodziny i zwycięstwo Republiki Turcji. Widniejące pod TBMM kowadło, sierp, kosa, paleta farb i pędzel to symbol znaczenia jakie nowe państwo nada rolnictwu, przemysłowi, nauce i sztuce integrując je ze światem. Pośrodku znajdują się liście i data 23 Nisan 1336 (pol. 23 kwietnia 1336 – 1920 w kalendarzu gregoriańskim) tj. data powstania parlamentu. U dołu, pod chmurami, idzie wieśniaczka prowadząca dwa woły ciągnące wóz.
Na rewersie widnieje Półksiężyc i Gwiazda – symbol Turcji, pośrodku którego znajduje się mapa Turcji. Z gwiazdki symbolizującej Ankarę wychodzi siedem promieni łączących stolicę z różnymi miastami kraju.
Medal noszony był na czterech wariantach wstążek złożonych w trójkąt:
- zielona-czerwona – wstążka odznaczenia nadawana deputowanym do TBMM będącym żołnierzami (111 nadań)
- czerwona – wstążka nadawana żołnierzom
- biała – wstążka nadawana cywilom
- zielona – wstążka nadawana deputowanym do TBMM

Zgodnie z ustawą medal nosi się na prawej piersi nad kieszenią munduru lub pod klapą marynarki cywilnej.

## Galeria

Prezydent Turcji Marsz. Gazi Mustafa Kemal Pasza (Atatürk) z Medalem Niepodległości na piersi
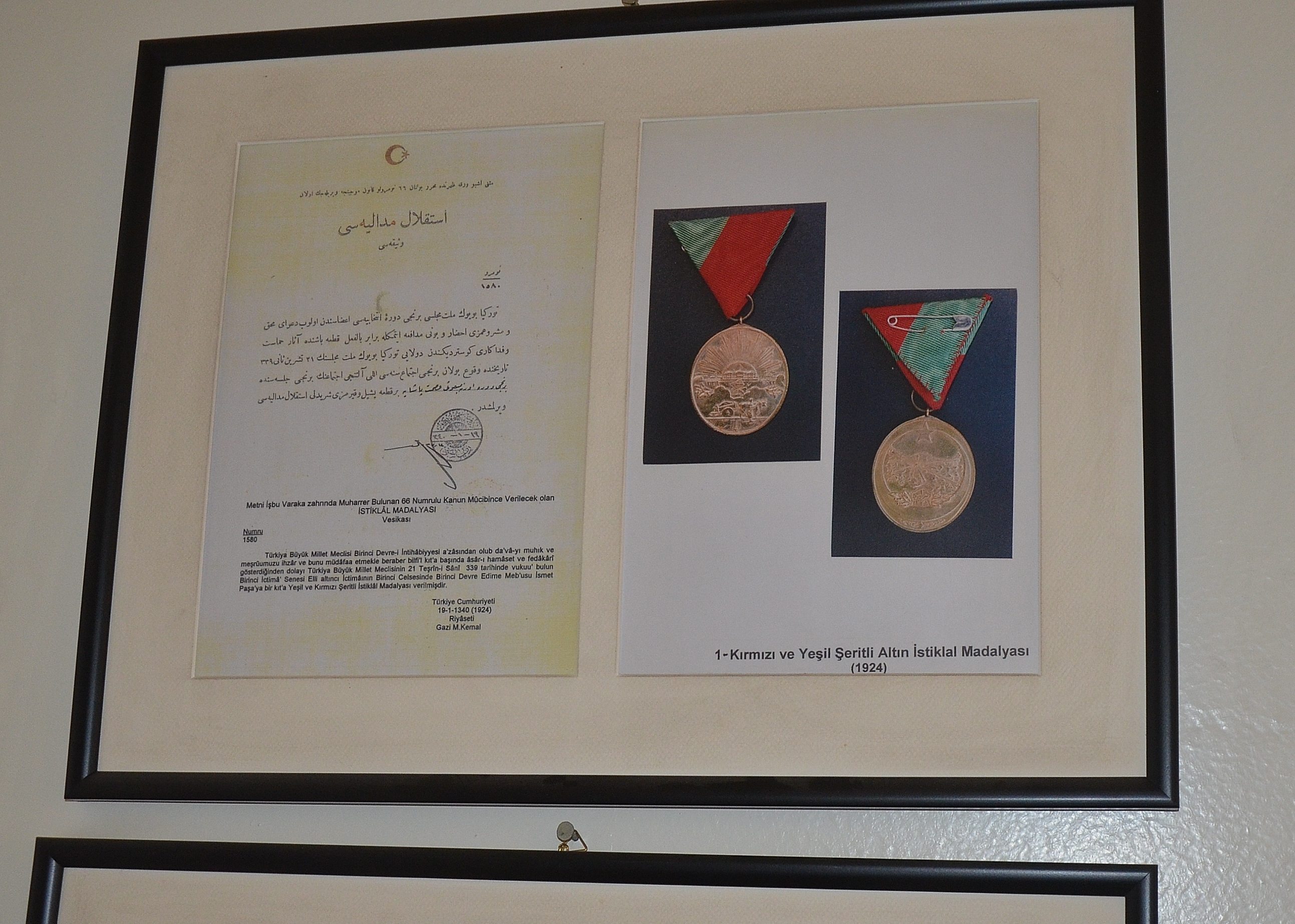
Dokument przyznania Medalu Niepodległości Premierowi Turcji gen. Ismetowi Paszy (İnönü)
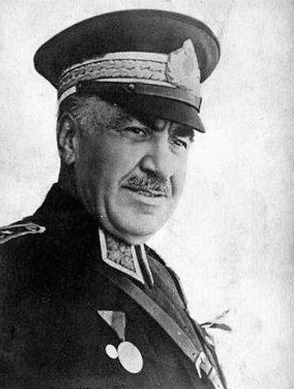
Szef Sztabu Generalnego TSK Marsz. Fevzi Çakmak z Medalem Niepodległości na mundurze